# Cristóbal López González
Cristóbal Antonio López González (Bucalemu, Chile, 14 de enero de 1989) es un futbolista chileno que juega de portero en Chimbarongo FC de la Tercera División A de Chile.

## Trayectoria
Tras destacadas actuaciones en ligas amateur, debutó en el año 2009 en la portería de Deportes Santa Cruz. En el año 2010 es oficializado en Deportes Linares posteriormente fue a tratar de probar suerte en Palestino y Universidad de Chile en ambas de forma infructuosa, finalmente al año siguiente recala en Deportes Ovalle, donde en las primeras temporadas tuvo poca continuidad, pero con el correr del tiempo fue adquiriendo experiencia que le valieron de buenas actuaciones en el cuadro del Limarí, hasta lograr ser el capitán del equipo. En el año 2015 fue contratado por Santiago Morning, pero no jugó un solo encuentro en el cuadro microbusero, por lo que fue enviado a préstamo a su club anterior, Deportes Ovalle. En el año 2016 el equipo del Limarí sufre el descenso por parte de la ANFP a la Tercera División por secretaría, ya habiendo prácticamente salvado la categoría en cancha, quedando así muchos jugadores a la deriva. En el segundo semestre del 2016 López jugó por segunda vez en Deportes Santa Cruz.

## Clubes
| Club                            | País  | Año           |
| ------------------------------- | ----- | ------------- |
| Deportes Santa Cruz             | Chile | 2009          |
| Deportes Linares                | Chile | 2010          |
| Deportes Ovalle                 | Chile | 2011-2016     |
| Deportes Santa Cruz             | Chile | 2016-2017     |
| Club Deportivo Juvenil Palmilla | Chile | 2018-2020     |
| Libertad de Puquillay           | Chile | 2021-2023     |
| Chimbarongo FC                  | Chile | 2024-presente |

## Palmarés

### Distinciones individuales
| Distinción                                       | Año     |
| ------------------------------------------------ | ------- |
| Mejor arquero de la Segunda División Profesional | 2014-15 |